# Maratón de Berlín de 2022
La Maratón de Berlín de 2022 fue una prueba deportiva que se celebró en la capital alemana el 25 de septiembre de 2022. Fue la cuadragésima octava edición de la Maratón de Berlín, que se organizó por primera vez en 1974. Eliud Kipchoge ganó la prueba masculina; Tigst Assefa, la femenina; Marcel Hug, la masculina en silla de ruedas, y Catherine Debrunner, la femenina en silla de ruedas.

## Resultados
Tan solo se muestran los diez primeros clasificados de las modalidades masculina y femenina y los tres primeros en las de silla de ruedas.

### Masculina
| Posición          | Corredor         | Nacionalidad | Tiempo     |
| ----------------- | ---------------- | ------------ | ---------- |
| Medalla de oro    | Eliud Kipchoge   | Kenia        | 2:01:09 RM |
| Medalla de plata  | Mark Korir       | Kenia        | 2:05:58    |
| Medalla de bronce | Tadu Abate       | Etiopía      | 2:06:28    |
| 4                 | Andamlak Belihu  | Etiopía      | 2:06:40    |
| 5                 | Abel Kipchumba   | Kenia        | 2:06:49    |
| 6                 | Limenih Getachew | Etiopía      | 2:07:07    |
| 7                 | Kenya Sonota     | Japón        | 2:07:14    |
| 8                 | Tatsuya Maruyama | Japón        | 2:07:50    |
| 9                 | Kento Kikutani   | Japón        | 2:07:56    |
| 10                | Zablon Chumba    | Kenia        | 2:08:01    |

### Femenina
| Posición          | Corredora          | Nacionalidad   | Tiempo     |
| ----------------- | ------------------ | -------------- | ---------- |
| Medalla de oro    | Tigst Assefa       | Etiopía        | 2:15:37 RC |
| Medalla de plata  | Rosemary Wanjiru   | Kenia          | 2:18:00    |
| Medalla de bronce | Tigist Abayechew   | Etiopía        | 2:18:03    |
| 4                 | Workenesh Edesa    | Etiopía        | 2:18:51    |
| 5                 | Sisay Meseret Gola | Etiopía        | 2:20:58    |
| 6                 | Keira D'Amato      | Estados Unidos | 2:21:48    |
| 7                 | Rika Kaseda        | Japón          | 2:21:55    |
| 8                 | Ayuko Suzuki       | Japón          | 2:22:02    |
| 9                 | Sayaka Sato        | Japón          | 2:22:13    |
| 10                | Vibian Chepkirui   | Kenia          | 2:22:21    |

### Masculina en silla de ruedas
| Posición          | Corredor         | Nacionalidad   | Tiempo  |
| ----------------- | ---------------- | -------------- | ------- |
| Medalla de oro    | Marcel Hug       | Suiza          | 1:24:56 |
| Medalla de plata  | Daniel Romanchuk | Estados Unidos | 1:28:54 |
| Medalla de bronce | David Weir       | Reino Unido    | 1:29:02 |

### Femenina en silla de ruedas
| Posición          | Corredora           | Nacionalidad   | Tiempo  |
| ----------------- | ------------------- | -------------- | ------- |
| Medalla de oro    | Catherine Debrunner | Suiza          | 1:36:47 |
| Medalla de plata  | Manuela Schär       | Suiza          | 1:36:50 |
| Medalla de bronce | Susannah Scaroni    | Estados Unidos | 1:36:51 |